# Oberneukirchen (Germania)
Oberneukirchen è un comune tedesco di 833 abitanti, situato nel land della Baviera.